# NGC 2804
NGC 2804 is een lensvormig sterrenstelsel in het sterrenbeeld Kreeft. Het hemelobject werd op 24 februari 1827 ontdekt door de Engelse astronoom John Herschel.

## Synoniemen
- IC 2455
- UGC 4901
- MCG 3-24-28
- ZWG 91,47
- PGC 26196